# Jan Hamáček

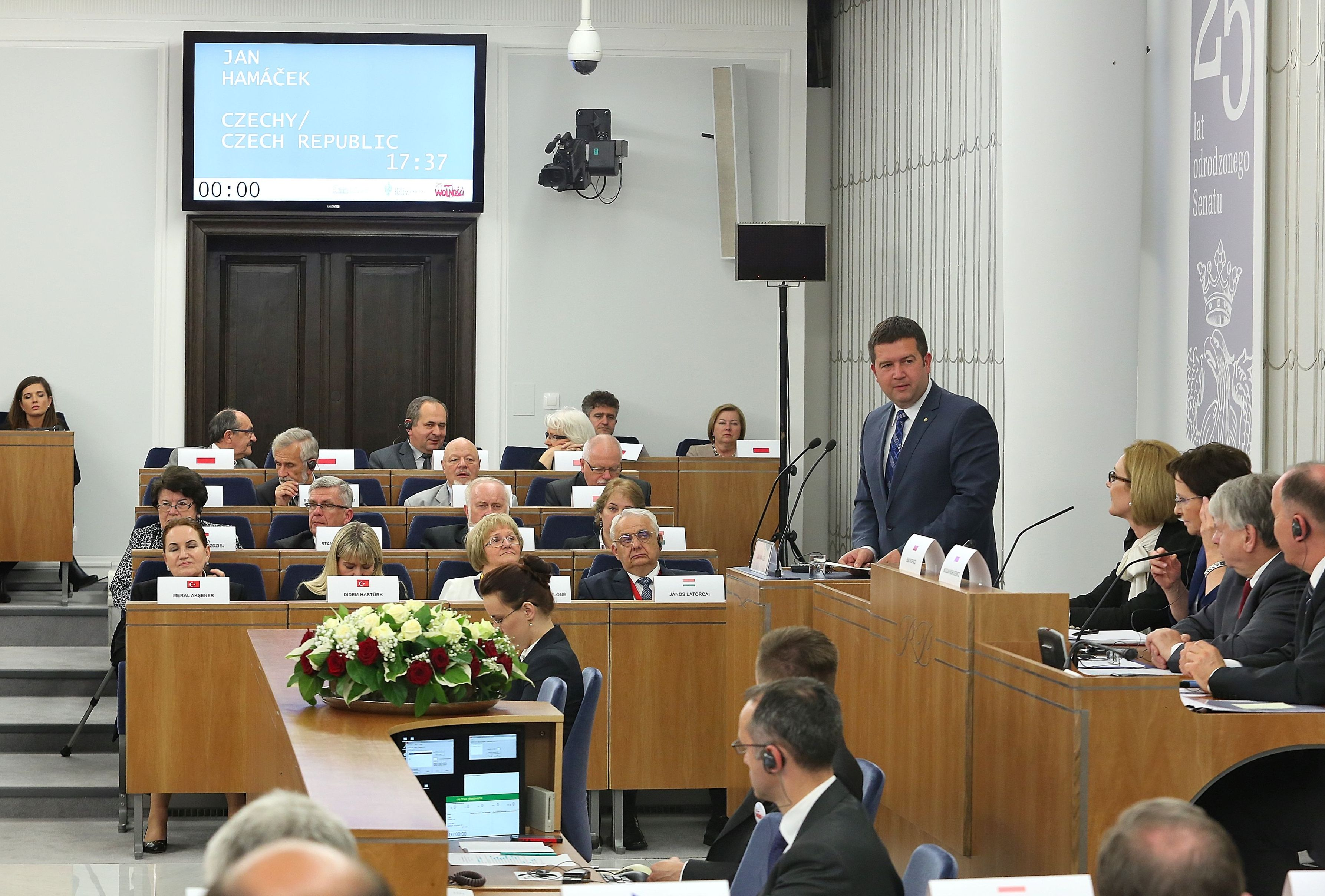
Jan Hamáček przemawiający w polskim Senacie (2014)

Jan Hamáček (ur. 4 listopada 1978 w miejscowości Mladá Boleslav) – czeski polityk, w latach 2013–2017 przewodniczący Izby Poselskiej, następnie pierwszy wiceprzewodniczący Izby Poselskiej, od 2018 do 2021 przewodniczący Czeskiej Partii Socjaldemokratycznej, pierwszy wicepremier oraz minister spraw wewnętrznych.

## Życiorys
Szkołę podstawową oraz liceum ukończył w rodzinnej Mladá Boleslav. Potem studiował na Wydziale Filozoficznym Uniwersytetu Karola w Pradze, studiów jednak nie ukończył. Od 1998 pracował na własny rachunek, m.in. zajmując się tłumaczeniami.
Swoją działalność polityczną rozpoczął jako członek młodzieżówki Czeskiej Partii Socjaldemokratycznej. W latach 2002–2006 był jej przewodniczącym, wchodził też w skład władz europejskiej młodzieżówki socjalistycznej ECOSY. W latach 2005–2006 zajmował stanowisko doradcy premiera Jiříego Paroubka ds. zagranicznych.
W wyborach w 2006 uzyskał mandat deputowanego do Izby Poselskiej. Został członkiem Komisji ds. Zagranicznych i Komisji ds. Europejskich. W wyborach w 2010 utrzymał mandat. Objął stanowisko wiceprzewodniczącego komisji spraw zagranicznych i wiceprzewodniczącego frakcji deputowanych socjaldemokratów. W 2012 został wiceprzewodniczącym Izby Poselskiej. W kolejnych wyborach parlamentarnych w 2013, zakończonych zwycięstwem Czeskiej Partii Socjaldemokratycznej, uzyskał reelekcję. 27 listopada tego samego roku wybrano go na przewodniczącego niższej izby czeskiego parlamentu, funkcję tę pełnił przez całą kadencję. W 2017 ponownie wszedł w skład Izby Poselskiej, po czym został jej pierwszym wiceprzewodniczącym.
W lutym 2018 został wybrany na przewodniczącego Czeskiej Partii Socjaldemokratycznej. Kierowane przez niego ugrupowanie ostatecznie zdecydowało się na koalicję rządową z ANO 2011, dla której poparcie w parlamencie zadeklarowała Komunistyczna Partia Czech i Moraw. 27 czerwca 2018 Jan Hamáček został pierwszym wicepremierem oraz ministrem spraw wewnętrznych w drugim rządzie Andreja Babiša. Dodatkowo jako p.o. objął obowiązki ministra spraw zagranicznych (z uwagi na zablokowanie nominacji oficjalnego kandydata socjaldemokratów przez prezydenta Miloša Zemana). Resortem spraw zagranicznych czasowo kierował do października 2018, gdy na jego czele stanął Tomáš Petříček. Ponownie pełniącym obowiązki ministra spraw zagranicznych był w kwietniu 2021.
W wyniku wyborów z października 2021 socjaldemokraci utracili poselską reprezentację, nie przekraczając wyborczego progu. W tym samym miesiącu Jan Hamáček zrezygnował z kierowania partią. W grudniu 2021 zakończył pełnienie funkcji rządowych.

## Życie prywatne
Dwukrotnie żonaty; ma dwóch synów: Lukáša i Matyáša.